# لاسا، جبیل
لاسا (به عربی: لاسا) یک منطقهٔ مسکونی در لبنان است که در شهرستان جبیل واقع شده‌است.
 لاسا   ۱٬۱۳۰ متر بالاتر از سطح دریا واقع شده‌است.